# Aracne

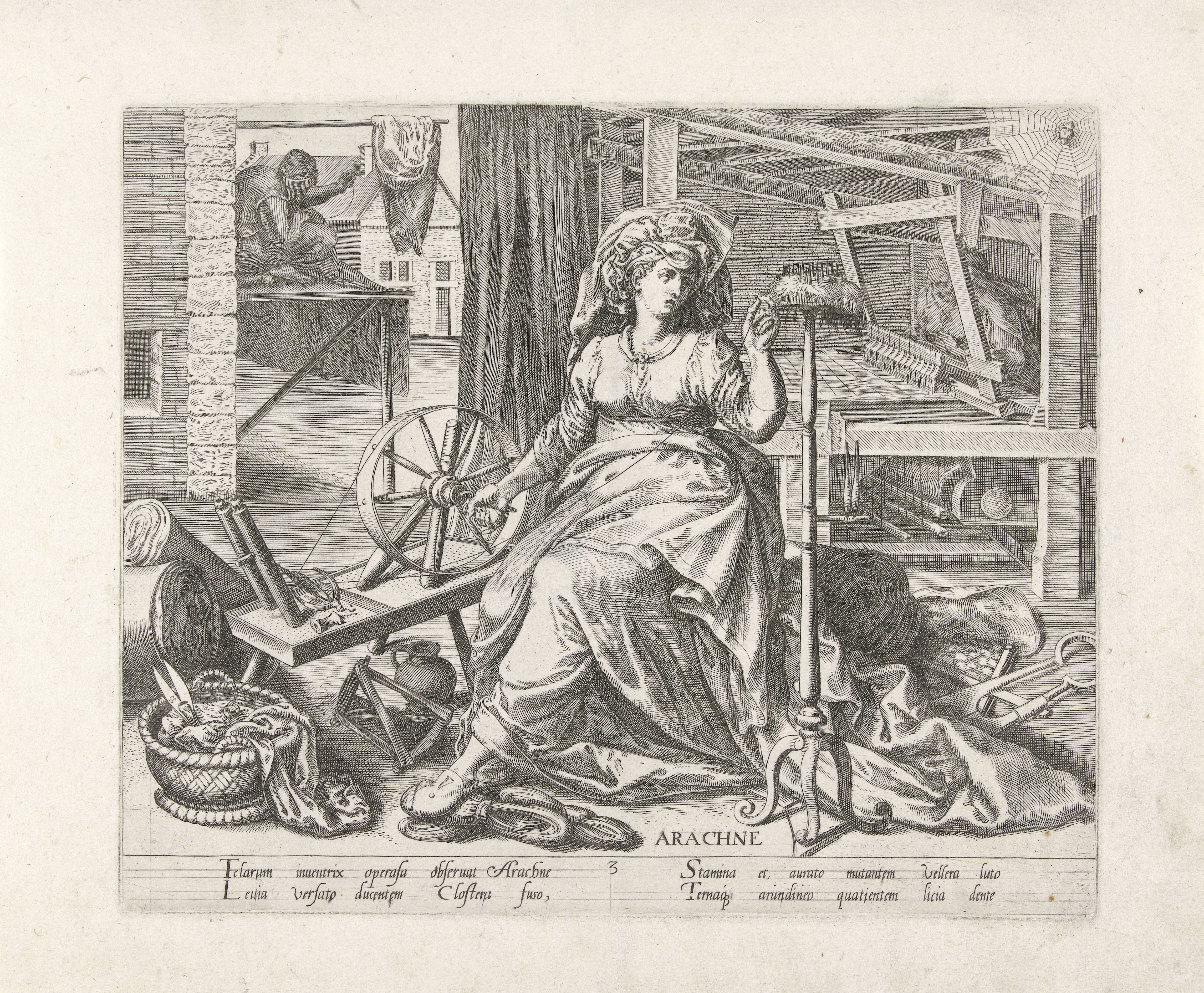
Aracne intenta alla tessitura in un'incisione di Philippe Galle (1574)

Aracne (in greco antico: Ἀράχνη; era detta anche Aragne) è una figura mitologica. Ovidio narra la sua storia nel VI libro delle Metamorfosi, ma pare che il personaggio, già citato nelle Georgiche virgiliane, sia d'origine greca.

## Mito

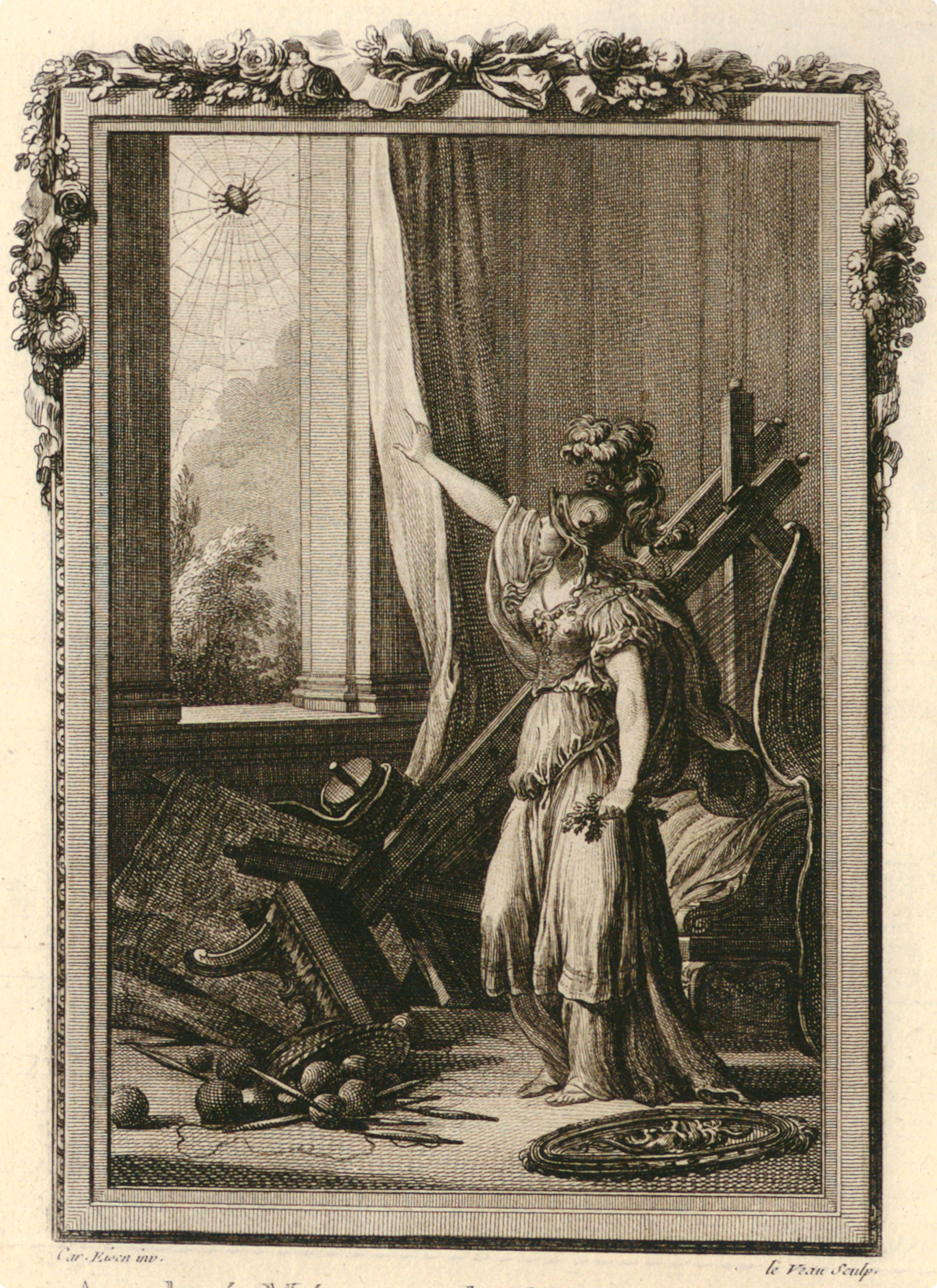
Il mito di Aracne

Aracne viveva a Colofone, nella Lidia. La fanciulla, figlia del tintore Idmone e sorella di Falance, era abilissima nel tessere, tanto che girava voce che avesse imparato l'arte direttamente da Atena, mentre lei affermava che fosse la dea ad aver imparato da lei. Ne era tanto sicura che sfidò la dea a duello.
Di lì a poco un'anziana signora si presentò ad Aracne, consigliandole di ritirare la sfida per non causare l'ira della dea. Quando lei replicò con sgarbo, la vecchia uscì dalle proprie spoglie rivelandosi come la dea Atena, e la gara iniziò.
Aracne scelse come tema della sua tessitura gli amori degli dèi e le loro colpe; il suo lavoro era così perfetto ed ironico verso le astuzie usate dagli dèi per raggiungere i propri fini che Atena si adirò, distrusse la tela e colpì Aracne con la sua spola.
Aracne, disperata, cercò di impiccarsi, ma la dea la trasformò in un ragno costringendola a filare e tessere per tutta la vita dalla bocca, punita per l'arroganza dimostrata (hýbris) nell'aver osato sfidare la dea.
Esiste anche una versione minore del mito, molto diversa da quella sopra narrata. In questa Aracne, insieme al fratello Falance, era allieva di Atena, lei nella tessitura e lui nelle arti belliche. I due, tuttavia, furono sorpresi dalla dea mentre consumavano un amore incestuoso, e per questo puniti con la metamorfosi lei in ragno e lui in vipera.

## Letteratura
Aracne è citata da Virgilio nelle Georgiche, da Ovidio nelle Metamorfosi, da Dante nell'Inferno (Canto XVII) nel Purgatorio (Canto XII), da Boccaccio nel De mulieribus claris, da Christine de Pizan ne La città delle dame, da Torquato Tasso nella Gerusalemme liberata e da Giambattista Marino nella poesia Donna che cuce.
Il ragno nero (Die schwarze Spinne) è un romanzo breve scritto dallo svizzero Jeremias Gotthelf (1841), che tratta questi argomenti, riprendendo una tradizione popolare simile presente tra i contadini del bernese, il luogo delle sue origini.

## Arti visive

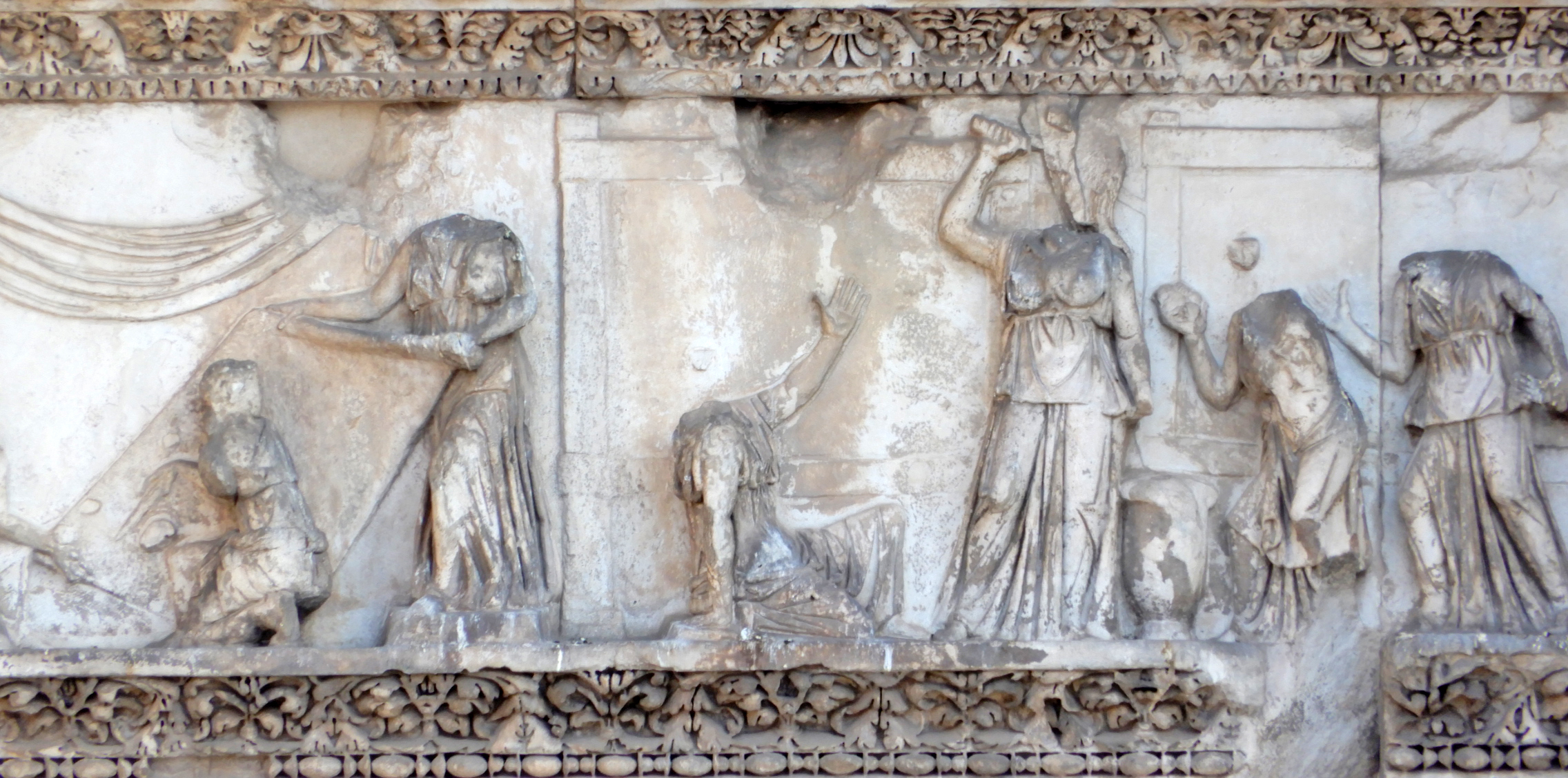
Il fregio sulle "Colonnacce" del Foro di Nerva a Roma

Le raffigurazioni antiche del mito di Aracne scarseggiano: potrebbe riferirsi a lei ad esempio un fregio marmoreo del foro di Nerva a Roma.

### Raffigurazioni della gara tra Aracne e Atena

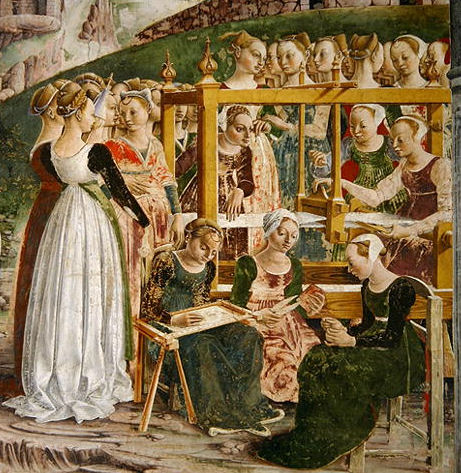
"Trionfo di Minerva" di Francesco del Cossa

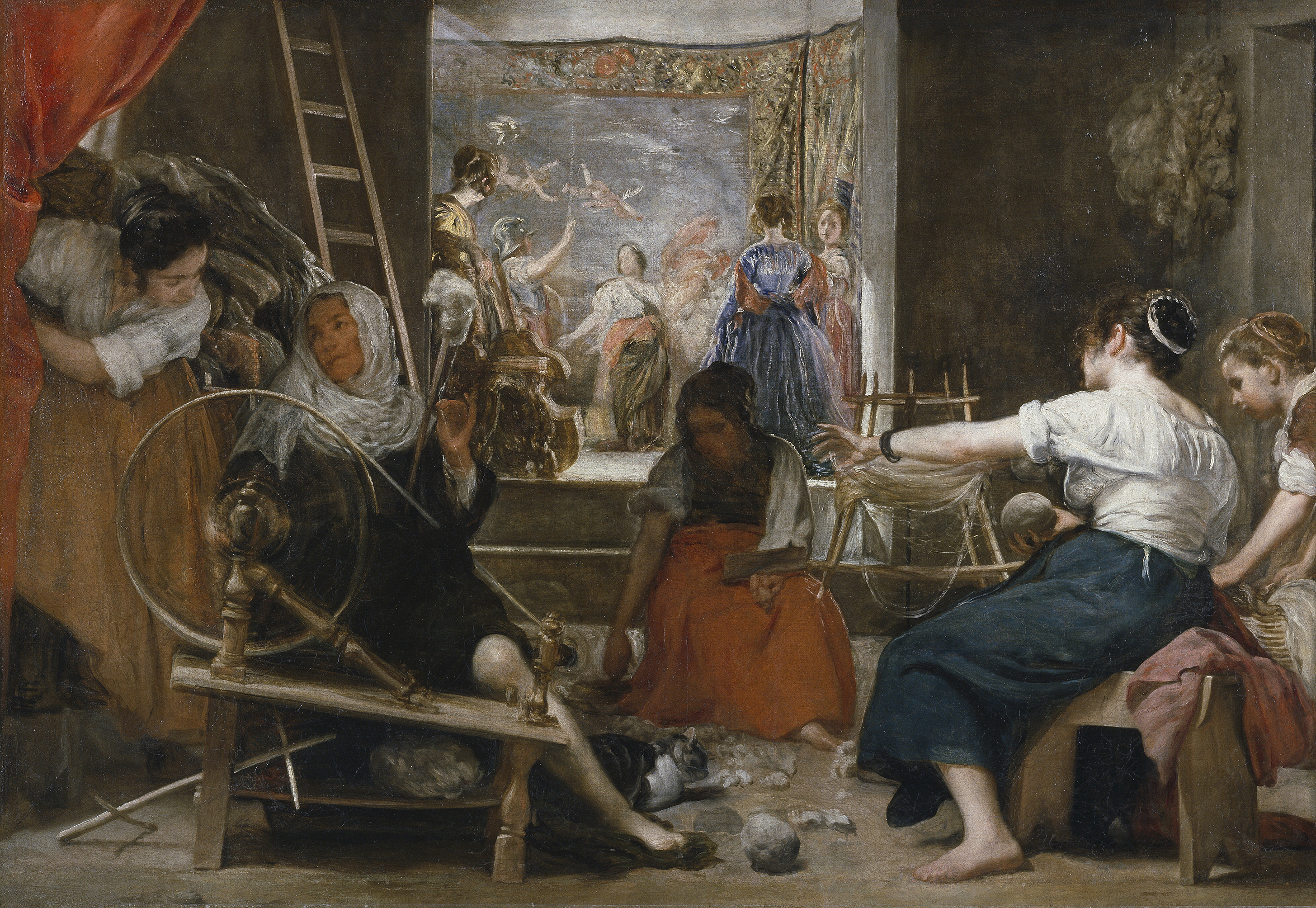
Diego Velázquez, Le filatrici

- Francesco del Cossa, 1467-1470, affresco in Palazzo Schifanoia, Ferrara
- Tintoretto (1575 circa, Galleria degli Uffizi di Firenze)
- Rubens, Pallade e Aracne, (1636)
- Diego Velázquez, Le filatrici (La favola di Aracne) (1657 circa)
- Luca Giordano (1695, Museo del Prado di Madrid)
- Hermann Posthumus, Aracne è trasformata in ragno (1542)
- Perin del Vaga, Palazzo del Principe, Genova, 1527

### Raffigurazioni a carattere politico

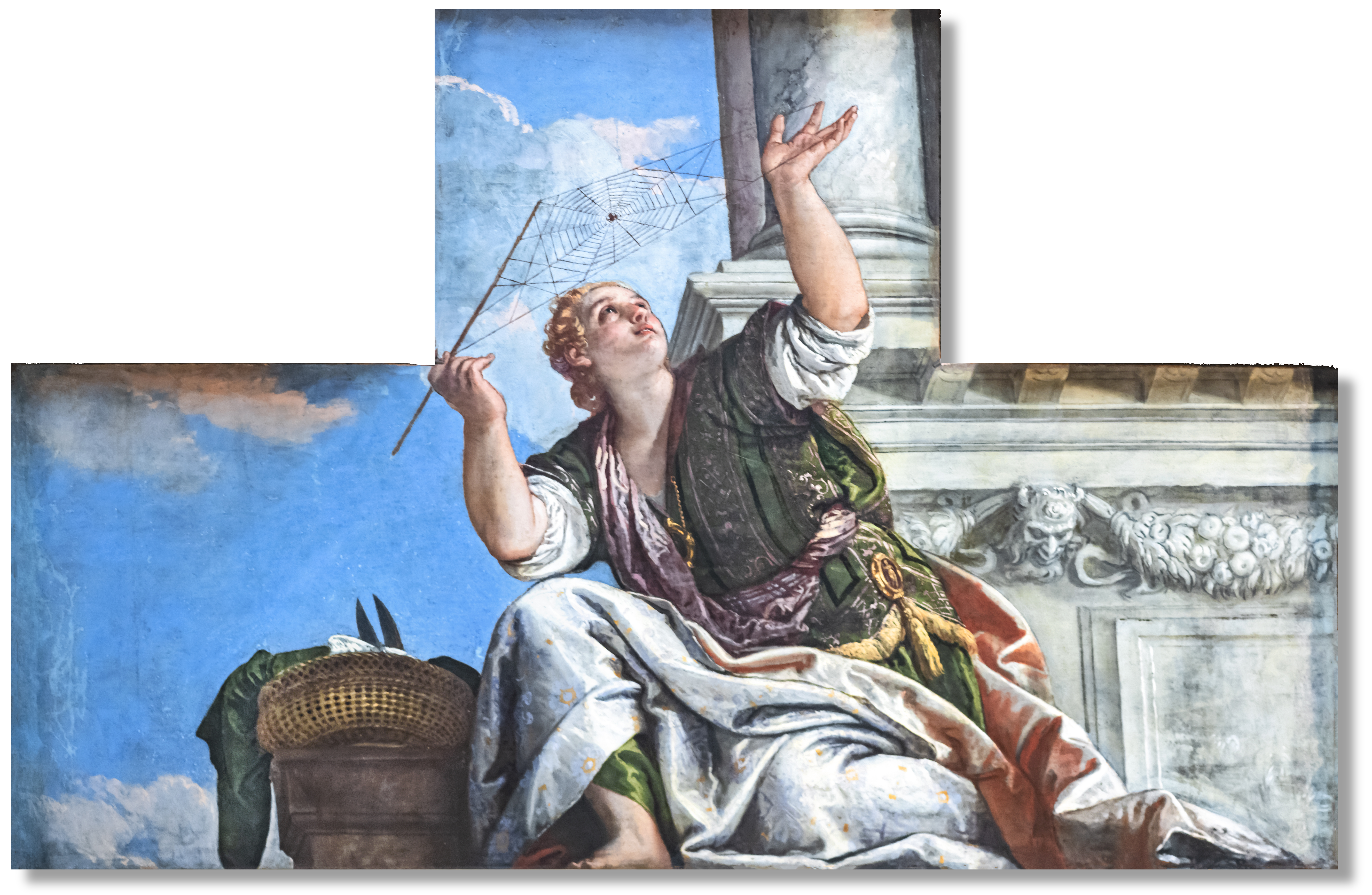
Dialettica o Aracne di Paolo Veronese

- Taddeo Zuccari, affresco a Palazzo Farnese di Caprarola (1560 circa)
- Lambert Sustris, affreschi nella Burg Trausniz presso Landshut (1574)
- Paolo Veronese, Dialettica o Aracne, olio su tela nella Sala del Collegio in Palazzo ducale a Venezia (1575-8)
- Johann Hans Bocksberger il Vecchio e Ludwig Refinger, ciclo di affreschi nella residenza cittadina di Ludovico X di Baviera a Landshut (1540), benché in questo caso l'ammonimento ai sudditi a non voler gareggiare con i potenti sia un elemento che rimane sullo sfondo dell'opera

### Incisioni e illustrazioni
- Raphael Regius (1509)
- Ludovico Dolce (1558)
- Bernard Salomon (1557)
- Antonio Tempesta (1555)

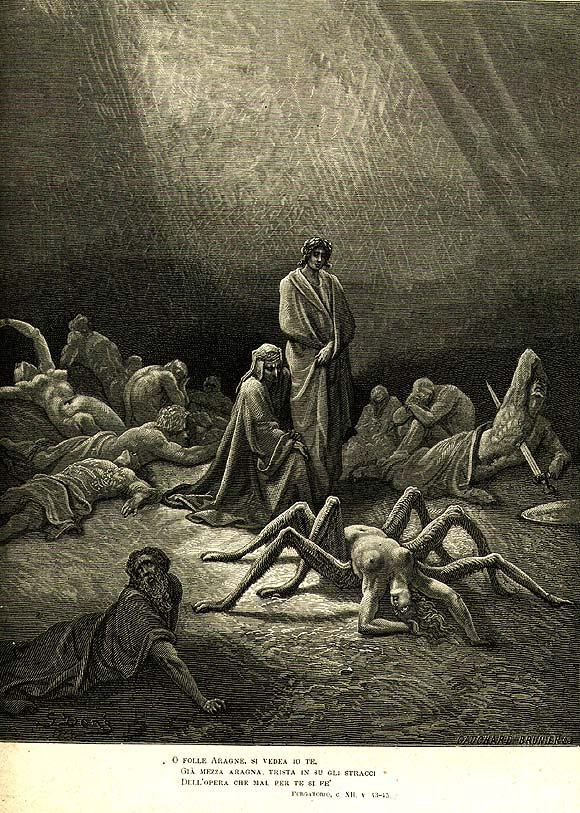
Aracne in un'incisione di Gustave Doré per il dodicesimo canto del Purgatorio

- Johannes Bauer, Minerva e Aracne (1641) guarda l'immagine
- Incisore ignoto in Bullfinch's Mythology, Atena colpisce Aracne (1677) guarda l'immagine
- Johann Ulrich Krauss (1690)
- Jean-Jacques-François Le Barbier, L'epifania di Atena (fine '700-inizio '800) guarda l'immagine
- Gustave Doré, illustrazione al XII canto del Purgatorio di Dante (1868)
- Giovanni Caselli, Arachne Transformed nel The Illustrated Bulfinch's Mythology (XX secolo) guarda l'immagine

## Musica
Il tema di Aracne è stato rappresentato in due balletti di Roussel (1944) e Alfred Koerppen (1968)